# 鼻の滝
鼻の滝（はなのたき）は、富山県黒部市福平にある滝。鼻の穴に見立てられる2つの穴からいきなり水が湧出する潜流瀑。1991年に「とやまの滝」に指定されている。

## 特徴
川底から10メートルほどの高さの岸壁から二条の滝となって噴出している潜流瀑に属する滝で、近くに水源がなく、布施川上流に水路があると考えられている。この辺りは飛騨帯の石灰岩があり、滝から上流200メートルの左岸には小さな石灰洞がいくつか見られる。

## 交通アクセス
布施川ダムから上流に林道を進むと「はなの滝」と書かれた看板があり、そこから徒歩1分ほどで滝見台に至る。
- 北陸自動車道魚津ICから車で30分